# Li Di (joueur d'échecs)
Pour l’article homonyme, voir Li Di.
Li Di est un joueur d'échecs chinois né le 15 décembre 1999, grand maître international depuis 2019.
Au 1er février 2020, il est 22e joueur chinois avec un classement Elo de 2 539 points.

## Biographie et carrière
Li Di remporta le Championnat du monde des moins de 14 ans en 2013 avec 9,5 points sur 11 avec huit victoires et trois nulles,. Il obtint le titre de maître international en 2017.
En décembre 2016, à 17 ans, Li Di remporta l'Open de Béthune avec 7 points sur 9. En décembre 2018, il finit premier au départage du tournoi A de l'open international de France de Béthune en 2019 avec 5 victoires et quatre nulles devant Andreï Sokolov,, obtenant la troisième norme de grand maître international. En janvier 2019, Li Di remporta l'Open de Séville avec 8,5 points sur 9 et un point d'avance sur le deuxième.
En Chine, Li Di finit 1er-3e du championnat de Chine en 2021 (troisième au départage) et quatrième en 2022. Il est couronné champion en 2023.